# Fighting Man of the Plains
Fighting Man of the Plains (Brasil: O Lutador ) é um filme norte-americano de 1949, do gênero faroeste, dirigido por Edwin L. Marin e estrelado por Randolph Scott e Bill Williams.
Elogiado veículo para o cowboy Randolph Scott, o filme traz ainda a primeira atuação importante de Dale Robertson.

## Sinopse
Kansas, pós-Guerra Civil. Jim Dancer, ex-membro da quadrilha de Quantrill, liquida um homem que supostamente matou seu irmão. Ao perceber que estava errado, torna-se um fugitivo. Por sua habilidade com armas, é eleito xerife da cidadezinha de Lanyard e, com a ajuda de Jesse James, dá um fim à gangue que aterrorizava a região.

## Elenco
| Ator/Atriz        | Personagem     |
| ----------------- | -------------- |
| Randolph Scott    | Jim Dancer     |
| Bill Williams     | Johnny Tancred |
| Victor Jory       | Dave Oldham    |
| Jane Nigh         | Florence Peel  |
| Douglas Kennedy   | Ken Vedder     |
| Joan Taylor       | Evelyn Slocum  |
| Berry Kroeger     | Cliff Bailey   |
| Rhys Williams     | Chandler Leach |
| Barry Kelley      | Slocum         |
| James Todd        | Hobson         |
| Paul Fix          | Yancey         |
| James Millican    | Cummings       |
| Burk Symon        | Meeker         |
| Dale Robertson    | Jesse James    |
| Herbert Rawlinson | Advogado       |